# Broadway Through a Keyhole
Broadway Through a Keyhole é um filme norte-americano de 1933, do gênero drama musical, dirigido por Lowell Sherman, com roteiro de Graham Baker, Gene Towne e Walter Winchell.

## Elenco
- Constance Cummings ... Joan Whelan
- Russ Columbo ... Clark Brian
- Paul Kelly ... Frank Rocci
- Blossom Seeley ... Sybil Smith
- Gregory Ratoff ... Max Mefoofski
- Texas Guinan ... Tex Kaley
- Abe Lyman ... Líder da orquestra
- Lucille Ball
- Susan Fleming
- Ann Sothern